# Fröbel-Gruppe
Die Fröbel-Gruppe ist eine deutsche Unternehmensgruppe, die Krippen, Kindertageseinrichtungen, Horte, Projekte für Hilfen zur Erziehung und weitere Jugendhilfeeinrichtungen betreibt.

## Grundlagen
Die Fröbel-Gruppe setzt sich zusammen aus dem Fröbel e. V., der Fröbel Bildung und Erziehung gGmbH sowie der Fröbel International GmbH. Die Pädagogik der Angebote und Leistungen des Trägers basieren auf den Arbeiten des Pädagogen und Kindertageseinrichtungerfinders Friedrich Wilhelm August Fröbel. 2023 wurden 20.964 Kinder in 237 Einrichtungen betreut. Fröbel ist damit bundesweit der größte überregionale freigemeinnützige Träger von Kindertageseinrichtungen. Ein Schwerpunkt der Fröbel-Gruppe (ein Drittel der Betreuten) liegt in der Arbeit mit Kindern unter drei Jahren. Fröbel tritt insbesondere im Bereich der frühkindlichen Bildung als Umsetzungs- und Kooperationspartner hervor. Das Leitbild der Fröbel-Gruppe stellt die Kinderrechte in den Vordergrund.

## Verein
1990 wurde der Fröbel e. V. in Berlin gegründet. Drei Jahre später übernahm er Kindertageseinrichtungen in der Region Senftenberg. In den Jahren 1995 und 1999 erfolgte die Ausweitung des Kindertageseinrichtungbetriebs auf Berlin und Potsdam. Gleichzeitig begann Ende der 1990er-Jahre der Aufbau von Geschäftsstellen in Frankfurt (Oder) und Leipzig. 2008 wurde im Zuge der Übernahme zweier Kindertageseinrichtungen in Sydney die gemeinnützige Froebel Australia Ltd. als Auslandstochtergesellschaft gegründet.
Der Verein wird von einem hauptamtlichen Vorstand geführt und in seiner Arbeit von einem Aufsichtsrat unterstützt. Die Aufsichtsratsmitglieder des Fröbel e. V. sind ausschließlich ehrenamtlich für den Verein tätig und bringen Erfahrungen und Knowhow aus vielfältigen Gesellschaftsbereichen in die Arbeit bei Fröbel ein. Im zweimal jährlich tagenden Beirat des Fröbel e. V. bringen derzeit elf Experten aus Wirtschaft und Wissenschaft und der Kinder- und Jugendhilfe fachlichen Rat und praktische Expertise ein.
Der Verein ist anerkannter Träger der Jugendhilfe und Mitglied des Paritätischen Wohlfahrtsverbandes. Seit Januar 2014 ist der Fröbel e. V. Mitglied der National Coalition Deutschland – Netzwerk zur Umsetzung der UN-Kinderrechtskonvention e. V.
Darüber hinaus ist Fröbel Erstunterzeichner und Mitglied im Kita-Bündnis NRW.
Im Zuge der Corona-Pandemie schloss sich Fröbel mit zehn anderen freigemeinnützigen Kindertageseinrichtungenträgern in Berlin zu einem Bündnis zusammen, um seine Verhandlungsposition gegenüber der Politik zu stärken. Das Bündnis um Fröbel, das rund 150 Kindertageseinrichtungen in Berlin repräsentiert, kritisiert „die fehlende Hauptstadtzulage für Beschäftigte der freien Träger, die kurzfristigen Änderungen zum Notbetrieb, die chaotische Teststrategie und den Ausbau-Stopp für Kitas“. Wegen der Notbetreuungsregelungen blieben trotz Lockdown viele Kindertageseinrichtungen weiter geöffnet. Fröbel kritisierte, dass dies auf Kosten des Personals geschehe. Bereits im Januar 2021 wurde bekannt, dass Erzieherinnen und Erzieher in Kindertageseinrichtungen einem sehr hohen Infektionsrisiko ausgesetzt sind, weil sie direkt mit dem Kind arbeiten und oft keinen Hygieneabstand halten können.
Im Land Berlin kritisierte Fröbel auch die Finanzierungspolitik für Kindertageseinrichtungen. So konnten freie Träger von Kindertageseinrichtungen für 2020 und 2021 keine Fördermittel mehr beantragen, obwohl ein wachsender Bedarf an Kindertageseinrichtungen prognostiziert wird. Fröbel bezeichnete über 1350 Kitaplätze als „massiv gefährdet“ und wandte sich mit einem Brandbrief an die Abgeordneten des Berliner Abgeordnetenhauses und die Bezirksbürgermeisterinnen und -bürgermeister. Für das Kindertageseinrichtungjahr 2021/2022 könnten bereits einige Fröbel-Einrichtungen keine neuen Kinder mehr aufnehmen.

## Fröbel-Unternehmensgruppe
Die Kindertageseinrichtungen und Jugendhilfeeinrichtungen werden von der Fröbel Bildung und Erziehung gGmbH, der freigemeinnützigen Tochtergesellschaft des Fröbel e. V. betrieben, die im September 2015 aus dem Zusammenschluss aller regionaler Gesellschaften in Berlin, Cottbus, Hamburg, Frankfurt (Oder), Köln, Leipzig, Potsdam, Senftenberg, Essen und München hervorging. Hinzu kommt die Fröbel International GmbH, die zusammen mit der Klett Gruppe privatwirtschaftliche Angebote zur betrieblichen Kinderbetreuung in Sydney sowie Melbourne (Australien) realisiert. Seit März 2018 betreibt Fröbel über die Tochter Fröbel Akademie gGmbH eine Fachschule für Sozialpädagogik in Berlin, seit August 2023 eine zweite Fachschule für Sozialpädagogik in Köln. Im März 2024 kündigte das Erzbistum Köln an, mehr als 540 katholische Kindertagesstätten in einem einzigen Träger zusammenzufassen und dabei mit Fröbel-Gruppe zusammenzuarbeiten.